# Kanton San Miguel de los Bancos
Der Kanton San Miguel de los Bancos befindet sich in der Provinz Pichincha nordzentral in Ecuador. Er besitzt eine Fläche von 850,1 km². Im Jahr 2022 lag die Einwohnerzahl bei rund 13.700. Verwaltungssitz des Kantons ist die Kleinstadt San Miguel de los Bancos mit 4810 Einwohnern (Stand 2010). Der Kanton San Miguel de los Bancos wurde am 14. Februar 1991 gegründet.

## Lage
Der Kanton San Miguel de los Bancos liegt im Nordwesten der Provinz Pichincha. Das Gebiet liegt an der Westflanke der Cordillera Occidental. Der Río Blanco mit seinen Quellflüssen Río Mindo und Río Saloya entwässern das Areal nach Westen. Im Norden wird der Kanton vom Río Pachijal, ein linker Nebenfluss des Río Guayllabamba begrenzt. San Miguel de los Bancos befindet sich 50 km westnordwestlich von Quito. Die Fernstraße E28 (Quito–La Concordia) durchquert den Kanton in Ost-West-Richtung und führt an dessen Hauptort vorbei. Bei San Miguel de los Bancos zweigt die E25 zum südwestlich gelegenen Santo Domingo de los Colorados.
Der Kanton San Miguel de los Bancos grenzt im Nordosten und im Osten und im Südosten an den Kanton Quito, im Süden und im Südwesten an die Provinz Santo Domingo de los Tsáchilas mit dem Kanton Santo Domingo, im Nordwesten an die Kantone Puerto Quito und Pedro Vicente Maldonado.

## Verwaltungsgliederung
Der Kanton San Miguel de los Bancos ist in die Parroquia urbana („städtisches Kirchspiel“)
- San Miguel de los Bancos

und in die Parroquia rural („ländliches Kirchspiel“)
- Mindo

gegliedert.

## Geschichte
Entwicklung der Einwohnerzahl im Kanton San Miguel de los Bancos bei landesweiten Volkszählungen zum jeweiligen Gebietsstand:
| Jahr                    | Einwohner | +/-     |
| ----------------------- | --------- | ------- |
| 2001                    | 10.717    | –       |
| 2010                    | 17.573    | 64 %    |
| 2022                    | 13.661    | −22,3 % |
| Datenherkunft: Wikidata |           |         |